# 路易斯·譚
路易斯·興華·陳（英語：Lewis Singwah Tan，1987年2月4日—），英國男演員、武術家、特技演員和模特兒，主要在美國影視圈工作。知名演出如Netflix影集《鐵拳俠》（2017年）的周成、《五行刺客》（2019年）的李陸新（Lu Xin Lee），以及電影《死侍2》（2018年）的碎星和《真人快打》（2021年）的科爾·楊（Cole Young）。

## 早年
路易斯·陳出生於英格蘭索爾福德，主要在美國加利福尼亞州洛杉磯長大，也曾居住過法國、泰國、西班牙和中國。陳擁有各半的中國及英國血統。他的父親菲利普·陳（Philip Tan）是新加坡血統的中國武術家、演員及特技演員。他的母親喬安妮（Joanne）是英國退休的時裝模特。當他的父親被提姆·波頓1989年的電影《蝙蝠俠》聘為武打編排時，他的家人搬到了洛杉磯。他是家中四兄弟中的老大，其中弟弟山姆·陳（Sam Tan）也是演員；最小的弟弟伊凡·陳（Evan Tan）是洛杉磯的一名攝影師，他的作品曾在卡莉·乌奇斯等歌手的歌曲中作為主打藝術。陳的父親從小就接受武術訓練。他除了習武外，還從小在劇院接受訓練，出演多齣戲劇。陳與教練約翰·柯比（John Kirby）一起學習表演藝術。

## 作品列表

### 電影
| 年份 | 標題                        | 角色                | 附註               |
| ---- | --------------------------- | ------------------- | ------------------ |
| 1990 | 《天國生與死》              | 2歲的鈞（Chuin Man at 2 Years Old）         |                    |
| 2004 | 《墨西哥教父》              | 滑板小子            | 未掛名             |
| 2006 | 《玩命關頭3：東京甩尾》     |                     | 特技演出           |
| 2006 | 《米尼的第一次》            | 滑板龐克#2          |                    |
| 2007 | 《加勒比海盗3：世界的尽头》 |                     | 特技演出           |
| 2008 | 《红丝绒》                  | 瘋子                |                    |
| 2019 | 《見面時間》（Time to Meet）            | 劉易斯（Lewis）          | 短片               |
| 2019 | 《我是間諜》（I Spy）            | 偷窺間諜            | 短片；兼導演和編劇 |
| 2009 | 《親密有罪》                | S.W.A.T成員         |                    |
| 2013 | 《全面攻佔：倒數救援》      | 韓國突擊隊員        | 兼特技演出         |
| 2013 | 《醉後大丈夫3》             | 獄警                | 兼特技演出         |
| 2015 | 《良心祭品》                | 班·基特曼（Ben Kittman）       |                    |
| 2018 | 《極盜戰》                  | 美聯儲大廳警衛#1    |                    |
| 2018 | 《死侍2》                   | 拉維德拉-賽芬／碎星 |                    |
| 2019 | 《吉》（Ji）                  | 吉（）              | 短片；兼監製       |
| 2021 | 《真人快打》                | 科爾·楊（Cole Young）         |                    |
| 2022 | 《復仇鐵拳》                | 李陸新（Lu Xin Lee）          |                    |
| 2022 | 《关于命运》                | 基普（Kip）            |                    |
| 2024 | 《死侍與金鋼狼》            | 拉維德拉-賽芬／碎星 |                    |
| 2024 | 《真人快打2》               | 科爾·楊             |                    |

### 電視
| 年份      | 標題                       | 角色                | 附註                |
| --------- | -------------------------- | ------------------- | ------------------- |
| 2006      | 《CSI犯罪現場：紐約》      | 田中健（Kym Tanaka）          | 1集                 |
| 2007      | 《破日》                   | 吉米·嚴（Jimmy Yan）         | 特技替身；1集       |
| 2007      | 《24》                     |                     | 特技替身；1集       |
| 2010      | 《CSI犯罪現場：邁阿密》    | 岡木愛子（Aiko Okanagi）        | 1集                 |
| 2011      | 《海军罪案调查处：洛杉矶》 | 屋洋弘（Hiro Yakuza）          | 1集                 |
| 2011      | 《辣媽警探》               | 扎卡里（Zachary）          | 1集                 |
| 2013      | 《女朋友》（The Girlfriend）             | 布魯斯·韋恩／蝙蝠俠 | 短片                |
| 2014      | 《10000天》（10,000 Days）            | 吉羅·法恩威爾（Jiro Farnwell）   | 電視電影            |
| 2015      | 《真人快打X：世代》（Mortal Kombat X: Generations）    | 功进（Kung Jin）            | 1集                 |
| 2015      | 《天堂执法者》             | 中野路克（Luke Nakano）        | 1集                 |
| 2016      | 《火拼時速》               | 陳（）              | 1集                 |
| 2017      | 《鐵拳俠》                 | 周成                | 1集                 |
| 2018–2019 | 《荒原》                   | 蓋烏斯·周（Gaius Chau）       | 常駐演員；12集      |
| 2019      | 《五行刺客》               | 李陸新（Lu Xin Lee）          | 主演；8集           |
| 2023      | 《太陽召喚》               | Tolya Yul-Bataar    | 主演；8集（第二季） |

## 外部連結
- 路易斯·譚在互联网电影资料库（IMDb）上的資料（英文）